# Kovikshamn
Kovikshamn är en bebyggelse i Torsby socken i Kungälvs kommun vid västerhavets kust strax norr om Nordre älvs mynning cirka sex kilometer väster om Kärna. Bebyggelsen avgränsades före 2015 till en småort och därefter till en tätort som omfattar betydligt större område söder och öster därom och som av SCB getts namnet Kovikshamn och Åkerhög. Tätorten omfattar sedan 2015 även de tidigare småorterna  Sundhammar och Tofta samt Brunnefjäll.

I Kovikshamn finns två småtbåtshamnar: 
- Den norra hamnen Kovikshamns Norra Småbåtshamn är en privatägd hamn och är den större av de två hamnarna.
- Den södra hamnen Kovikshamn Södra drivs sedan 1974 av Sjöhåla Bysamfällighet och har i dagsläget plats för cirka 70 båtar.

## Befolkningsutveckling
| Befolkningsutvecklingen i Kovikshamn och Åkerhög 2015–2020                                                                                            | Befolkningsutvecklingen i Kovikshamn och Åkerhög 2015–2020 | Befolkningsutvecklingen i Kovikshamn och Åkerhög 2015–2020 | Befolkningsutvecklingen i Kovikshamn och Åkerhög 2015–2020 | Befolkningsutvecklingen i Kovikshamn och Åkerhög 2015–2020 |
| --- | ---------------------------------------------------------- | ---------------------------------------------------------- | ---------------------------------------------------------- | ---------------------------------------------------------- |
| |                                                            |                                                            |                                                            |                                                            |
| År |                                                            |                                                            | Folkmängd                                                  | Areal (ha)                                                 |
| 2015 | 2015                                                       |                                                            | 494                                                        | 220                                                        |
| 2020 | 2020                                                       |                                                            | 636                                                        | 236                                                        |
| Anm.: Ny tätort 2015, utgjordes tidigare av småorterna Brunnefjäll, Sundhammar och Tofta och en med detta namn som 2010 hade 62 invånare på 13 hektar |                                                            |                                                            |                                                            |                                                            |